# Edgar Aabye
Edgar Lindenau Aabye (ur. 4 września 1865 w Helsingør, zm. 30 kwietnia 1941 w Kopenhadze) – duński dziennikarz i sportowiec, złoty medalista olimpijski w przeciąganiu liny z Paryża w 1900 roku. 

## Życiorys
Aabye początkowo uczęszczał do seminarium duszpasterskiego i uzyskał stopień Cand.theol.. Był także certyfikowanym masażystą. Był również nauczycielem historii i geografii w gimnazjum Forchhammersvej. Aabye pływał w kopenhaskim stowarzyszeniu pływaków-amatorów. Był także kolarzem szosowym w duńskim klubie kolarskim.
Aabye został dziennikarzem sportowym, kiedy gazeta Politiken utworzyła sekcję sportową w 1892 roku jako pierwsza gazeta codzienna, w 1896 roku został redaktorem sekcji. Przez wiele lat był wiodącym dziennikarzem sportowym w Danii, w Politiken był zatrudniony do 1935 roku. 
W 1900 roku udał się do Paryża na igrzyska olimpijskie jako korespondent gazety Politiken. Podczas treningu jeden z zawodników mieszanej drużyny olimpijskiej w przeciąganiu liny złożonej ze Szwedów Augusta Nilssona, Gustafa Söderströma i Karla Gustafa Staafa oraz Duńczyków Eugena Schmidta i Charlesa Wincklera uległ urazowi. Zawodnicy poprosili zatem Aabye, by ten, jako Duńczyk, zastąpił rannego kolegę i uzupełnił skład. Zgodził się. Podczas starcia jego drużyna pokonała drużynę Francji i zdobyła złote medale. 
Podczas I wojny światowej był zatrudniony w Ministerstwie Spraw Zagranicznych w dziale telegramów. Zmarł 30 kwietnia 1941 roku.